# Anomala ponticula
Anomala ponticula är en skalbaggsart som beskrevs av Ohaus 1915. Anomala ponticula ingår i släktet Anomala och familjen Rutelidae. Inga underarter finns listade i Catalogue of Life.